# 3-Way (The Golden Rule)
3-Way (The Golden Rule) è un singolo del gruppo musicale statunitense The Lonely Island, pubblicato il 21 maggio 2011.

## Descrizione
Il brano ha visto la partecipazione vocale dei cantanti statunitensi Justin Timberlake (autore del testo insieme al trio) e Lady Gaga ed è stato presentato per la prima volta nel Saturday Night Live il 21 maggio 2011 nella cui serata Timberlake fu ospite e Lady Gaga cantò dal vivo.
Nel 2013 è stato incluso nella lista tracce del terzo album del gruppo, The Wack Album

## Video musicale
Nel video Andy Samberg e Timberlake riprendono i ruoli di un duo R&B anni novanta apparsi precedentemente in quelli dei singoli Dick in a Box e Motherlover, convolando in un rapporto a tre con una ragazza (Lady Gaga).

## Tracce
1. 3-Way (The Golden Rule) (feat. Justin Timberlake & Lady Gaga) – 2:51

## Classifiche
| Classifica (2011)             | Posizione massima |
| ----------------------------- | ----------------- |
| Corea del Sud (international) | 13                |
| Stati Uniti                   | 103               |